# Драгомир Поповић
Драгомир Поповић (Доброселица, 1880 — Београд, 1933) био је пуковник, учесник Балканских ратова и Првог светског рата и носилац Карађорђеве звезде са мачевима.

## Биографија
Рођен је у дому свештеника Спиридона и Јоване. Четири разреда основне школе је завршио у родном селу, а седам разреда реалке у Ужицу и Београду. Нижу војну школу уписао је 1899. године коју је успешни и на време завршио као питомац 32. класе. Пред почетак Првог балканског рата налазио се у чину капетана I класе, а 1920. године је произведен у чин пуковника. 
Током Балканских ратова вршио је дужност водника, командира чете и командира митраљеског одељења. На почетку Првог светског рата, учествовао је у одбрани Београда као командир митраљеског одељења. Дана 3. октобра 1915. године, после бомбардовања српских положаја на северним падинама Авале, код села Зуце задобио је седамнаесту рану током дотадашњег ратовања. Тешко рањен транспортован је у крушевачку војну болницу, где су га 25. октобра 1915. године Аустријанци пронашли и одвели у заробљеништво. Као тешки инвалид, услед одузетости обе ноге, 1917. године пребачен је у Италију на даље лечење, а потом у Дубровник. 
После рата налазио се на служби у Команди места Београд, у два наврата привремени судија Савског дивизијског војног суда и на служби у штабу Четврте армијске области, до одласка у пензију 1931. године.
Умро је 15. јуна 1933. године у Београду. Сахрањен је на Топчидерском гробљу.

## Одликовања и споменице
- Орден Карађорђеве звезде са мачевима V степена
- Златна Медаља за храброст Милош Обилић
- Орден Белог орла  реда
- Орден Белог орла  реда
- Споменица за рат са Турском 1912.
- Споменица за рат са Бугарском 1913.
- Медаља Краља Петра
- Орден Светог Саве IV реда
- Орден југословенске круне  реда
- Орден југословенске круне  реда